# Rudy Budiman
Dr. Rudy Budiman (Semarang, 12 oktober 1927 - Amsterdam, 10 december 2009) was eerste predikant van de kerk Gereja Kristen Indonesia Nederland en een van de oprichters van Samen kerk in Nederland.

## Biografie
In 1961 was hij aan de Vrije Universiteit Amsterdam afgestudeerd. Na zijn studie keerde hij terug naar Indonesië om predikant te worden. Daarnaast werkte hij als docent aan de Theologische Hogeschool 'Duta Wacana' te Jogjakarta.
Budiman promoveerde tien jaar later aan Vrije Universiteit te Amsterdam. Wederom ging hij terug naar Indonesië om docent van Theologische Universiteit in Jogjakarta te worden.
In juni 1985 werd hij eerste predikant van Gereja Kristen Indonesia Nederland. Tijdens het 20-jarig bestaan van de kerk werd hij benoemd tot lid in de Orde van Oranje-Nassau. Hij was redacteur van 'Overdenkingen' en werkte voor de kerk tot zijn dood.
- Bibliothèque nationale de France: cb15065605p (data)
- International Standard Name Identifier: 0000 0000 3646 6815
- Library of Congress Control Number: n96105344
- Nederlandse Thesaurus van Auteursnamen: 101200498
- Virtual International Authority File: 61836977
- WorldCat: E39PBJbWwRGrJYJBWydjGYHt8C